# Vila Fria (Felgueiras)
Vila Fria é uma localidade portuguesa do Município de Felgueiras que foi sede da extinta Freguesia de Vila Fria, freguesia que tinha 1,94 km² de área e 629 habitantes (2011), e, por isso, uma densidade populacional de 324,2 hab/km².
A Freguesia de Vila Fria foi extinta em 2013, no âmbito de uma reforma administrativa nacional, para, em conjunto com a Freguesia de São Jorge de Vizela, formar uma nova freguesia denominada União das Freguesias de Vila Fria e Vizela (São Jorge) da qual é a sede.

## População
| População da freguesia de Vila Fria | População da freguesia de Vila Fria | População da freguesia de Vila Fria | População da freguesia de Vila Fria | População da freguesia de Vila Fria | População da freguesia de Vila Fria | População da freguesia de Vila Fria | População da freguesia de Vila Fria | População da freguesia de Vila Fria | População da freguesia de Vila Fria | População da freguesia de Vila Fria | População da freguesia de Vila Fria | População da freguesia de Vila Fria | População da freguesia de Vila Fria | População da freguesia de Vila Fria |
| ----------------------------------- | ----------------------------------- | ----------------------------------- | ----------------------------------- | ----------------------------------- | ----------------------------------- | ----------------------------------- | ----------------------------------- | ----------------------------------- | ----------------------------------- | ----------------------------------- | ----------------------------------- | ----------------------------------- | ----------------------------------- | ----------------------------------- |
| 1864                                | 1878                                | 1890                                | 1900                                | 1911                                | 1920                                | 1930                                | 1940                                | 1950                                | 1960                                | 1970                                | 1981                                | 1991                                | 2001                                | 2011                                |
| 520                                 | 465                                 | 450                                 | 454                                 | 502                                 | 472                                 | 450                                 | 514                                 | 591                                 | 650                                 | 699                                 | 683                                 | 730                                 | 664                                 | 629                                 |

| Distribuição da População por Grupos Etários | Distribuição da População por Grupos Etários | Distribuição da População por Grupos Etários | Distribuição da População por Grupos Etários | Distribuição da População por Grupos Etários | Distribuição da População por Grupos Etários | Distribuição da População por Grupos Etários | Distribuição da População por Grupos Etários | Distribuição da População por Grupos Etários | Distribuição da População por Grupos Etários |
| -------------------------------------------- | -------------------------------------------- | -------------------------------------------- | -------------------------------------------- | -------------------------------------------- | -------------------------------------------- | -------------------------------------------- | -------------------------------------------- | -------------------------------------------- | -------------------------------------------- |
| Ano                                          | 0-14 Anos                                    | 15-24 Anos                                   | 25-64 Anos                                   | > 65 Anos                                    |                                              | 0-14 Anos                                    | 15-24 Anos                                   | 25-64 Anos                                   | > 65 Anos                                    |
| 2001                                         | 138                                          | 103                                          | 342                                          | 81                                           |                                              | 20,8%                                        | 15,5%                                        | 51,5%                                        | 12,2%                                        |
| 2011                                         | 112                                          | 88                                           | 346                                          | 83                                           |                                              | 17,8%                                        | 14,0%                                        | 55,0%                                        | 13,2%                                        |